# Нардомас
Нардо́мас — деревня в Вавожском районе Удмуртии, входит в состав муниципального образования Брызгаловское сельское поселение.
Урбанонимы:
- улицы — Дружбы

## Население
| 2010 | 2012 |
| ---- | ---- |
| 19   | ↘18  |